# Wilhelm Zoltán
Wilhelm Zoltán (Mohács, 1969. január 30.–) geográfus, tanszékvezető egyetemi docens, intézetigazgató.

## Tanulmányok
1994-ben földrajz–biológia szakos középiskolai tanári oklevelet, továbbá idegenforgalmi menedzser képzettséget szerzett a JPTE TTK-n. 1999-ben PhD fokozatot szerzett. Angol, orosz, eszperantó és német nyelven beszél.

## Munkássága
Kutatási területe: környezetföldrajz, Ázsia földrajza, India földrajza.
Az EU INTERREG III/C „Ökoprofit” és az EU VI. CAENTI projektvezetője.

### Tanulmányutak
- 2011 India
- 2010 Horvátország (CEEPUS Ösztöndíj – 2 hónap)
- 2009 India-Nepál (1 hónap)
- 2009 India (1 hónap)
- 2007 India (5 hónap, ebből 3 hónap Állami Eötvös Ösztöndíj)
- 2006 Tunézia (1 hónap)
- 2005 Délkelet-Ázsia (1 hónap)
- 2003 India (3 hónap, MÖB ösztöndíj)
- 2003 Kína, Mongólia („Kőrösi Csoma Sándor – Stein Aurél Emlékexpedíció”, 1 hónap)
- 2001 Dél-Afrika (2 hét)
- 2000 India, Nepál („Az Évezred utolsó Himalája-expedíciója Pécsről”, 1 hónap)
- 1998 Kína (3 hét)
- 1997 India (2 hét)
- 1996 Nagy-Britannia (TEMPUS 2 hónap)
- 1994 Olaszország (FEFA 2 hét)

### Közéleti tevékenysége

#### Társasági tagság
- 2008- Magyar Földrajzi Társaság-választmányi tag
- 2008- Evaluation Committee of BiodivERsA–tag
- 2007- European Commission Initiative Promoting Policy Relevant EU-India Knowledge & Research -tag
- 2006- Modern Geográfia szerkesztőbizottsági tagja
- 2002- MTA Pécsi Akadémiai Bizottság Környezetvédelmi Oktatási-Nevelési Albizottságának elnöke
- 1998- Magyar Földrajzi Társaság Dél-Dunántúli Osztályának titkára
- Baranya Megyei Földrajztanárok Egyesülete titkára
- MTA X. osztály Oktatási-Nevelési Bizottságának tagja

#### Díjak
- 2006: Magyar Állami Eötvös Ösztöndíj
- 2004: Pro Geographia
- 2001: MTA Pécsi Akadémiai Bizottsága kutatói díj
- 2001: MTA Dél-Dunántúl a Tudomány Támogatásáért Alapítvány I. díj

### Publikációs tevékenysége
Wilhelm Zoltán publikációs listája
14 monográfia és szakkönyv, 177 tudományos publikáció, 216 független idézet fémjelzi publikációs tevékenységét.